# Cá trôi Ấn Độ
Cá trôi Ấn Độ hay còn gọi là Rohu hay roho labeo (tên khoa học Labeo rohita, Bihar - रोहू मछली, Oriya - ରୋହୀ,) (tiếng Urdu - رہو) là một loài cá trong họ Cá chép được tìm thấy ở vùng Nam Á Đây là một loài cá ăn tạp Cá trôi Ấn Độ phân bố tự nhiên ở hệ thống sông Hằng và phía Bắc Ấn Độ.

## Đặc điểm
Chúng là loài khá hiền, là loài cá sống ở gần đáy, thích ở nơi nước ấm. Giai đoạn nhỏ cá ăn động vật phù du cỡ nhỏ như động vật nguyên sinh, trùng bánh xe, tảo đơn bào, giáp xác chân chèo, bọ kiếm, kể cả ấu trùng côn trùng, chúng còn ăn các loại cám gạo, hạt ngũ cốc, các loại bèo dâu, bèo tấm, các loại rau. Cá trôi Ấn Độ có tốc độ lớn nhanh, trong điều kiện ao nuôi có màu tối được bón phân và thức ăn đầy đủ, 1 năm thường đạt 0.5 kg – 1 kg. Chúng to bằng ngón tay áp út, còn màu trên lưng cá thì xanh đậm đen, giống cá duồn.
Cá trôi Ấn Độ khi còn nhỏ cỡ đầu đũa nhìn rất giống cá linh non. Đặc biệt, với người ít nhìn thấy loài cá này rất dễ nhầm. Tuy nhiên, có một số đặc điểm để phân biệt hai loại cá này là: cá trôi Ấn Độ có đầu to, mình dẹp, vây kỳ màu xanh, đuôi màu đen, hàng vảy trên sống lưng màu sậm đen. Ở Việt Nam, loài cá này thường được dùng để đánh tráo với loài cá linh, nó được dùng làm giả làm cá linh non bán giá cao để lừa đảo người tiêu dùng, Lợi dụng sở thích ăn cá linh non đầu mùa, một số thương lái ở An Giang đã đưa cá trôi Ấn Độ ra thì trường và nói dối là cá linh non.

## Mô tả
Cá có thân cân đối, dẹp bên, thuôn dần về phía đuôi. Đầu múp, dài vừa phải. Mõm tù, hơi nhô ra, không có đường gấp nếp. Miệng ở phía trước và kế dưới, hình vòng cung. Rạch miệng nông, chỉ tối đường thẳng giữa mõm và mũi. Viền môi trên và dưới phủ lớp thịt có tua khía hoặc gai thịt xếp thành hàng. Hàm dưới phủ chất sừng. Môi dưới và hàm dưới có rãnh ngăn cách. Rãnh sau môi hoàn toàn và liên tục. Có hai đôi râu, một đôi râu nhỏ ở góc hàm và một đôi râu mõm rất nhỏ.
Mắt vừa phải, nằm ở hai bên và phần trước của đầu. Khoảng cách mắt rộng, khum. Đỉnh đầu nhẵn.Lỗ mũi ở gần mắt hơn mút mõm. Màng mang hẹp, liền với eo. Rãnh hầu hình vát chéo. Lược mang hình kim, ngắn. Khởi điểm vây lưng trước khởi điểm vây bụng, gần mút mõm hơn gốc vây đuôi, viền sau hơi lõm. Vây ngực nhọn chưa tới vây bụng. Vây bụng chưa tới vây hậu môn. Vây hậu môn tới gốc vây đuôi. Vây đuôi phân làm hai thuỳ bằng nhau. Lỗ hậu môn ngay trước vây hậu môn. Đường bên hoàn toàn, hơi cong xuống ở 5 vẩy phía trước, sau đó chạy thẳng giữa thân đến cuống đuôi.
Vẩy tròn, vừa phải xếp chặt chẽ trên thân. Bụng và sống lưng đều phủ vẩy. Gốc vây lưng có phủ vẩy nhỏ. Gốc vây bụng có vẩy nách rất nhỏ. Lưng màu xanh thẫm, hông và bụng trắng bạc. Phần trên đầu có màu xám, bụng trắng. Môi và mõm trắng. Viền mắt đỏ, các vây xám nhạt. Mùa phát dục trên mỗi vẩy thường có một đốm đỏ. Các vây ngực, vây bụng, vây hậu môn và vây đuôi có màu hồng, vây lưng chỉ phớt hồng.